# جاك ميشلين
جاك ميشلين (بالإنجليزية: Jack Micheline)‏ هو رسام وشاعر أمريكي، ولد في 6 نوفمبر 1929 في ذا برونكس في الولايات المتحدة، وتوفي في 27 فبراير 1998 في سان فرانسيسكو في الولايات المتحدة.

## وصلات خارجية
- جاك ميشلين على موقع IMDb (الإنجليزية)